# バルバラ・フォン・ブランデンブルク (1423-1481)
バルバラ・フォン・ブランデンブルク（Barbara von Brandenburg, 1422年9月30日 - 1481年11月7日）は、ドイツのブランデンブルク選帝侯家の公女で、マントヴァ侯ルドヴィーコ3世・ゴンザーガの妻。デンマーク王妃ドロテアの姉。

## 生涯
ブランデンブルク＝クルムバッハ辺境伯ヨハン（錬金術伯）とその妻でザクセン選帝侯ルドルフ3世の娘であるバルバラ（1405年 - 1465年）の間の第1子、長女として生まれた。父はブランデンブルク選帝侯フリードリヒ1世の長男でありながら後継者となるのを辞退した人物で、長子相続を固守するホーエンツォレルン家の歴代の中ではきわめて稀な例である。
1433年11月12日にマントヴァにおいて、ゴンザーガ家の当主ルドヴィーコ3世と結婚した。ゴンザーガ家は神聖ローマ皇帝ジギスムントにマントヴァ侯爵位を授けられたばかりの新興の一族で、選帝侯家の娘で皇帝の親戚にもあたるバルバラを娶ることは、家柄を高める意味で重要だった。バルバラは他のゴンザーガ家の女性たちと同じく、ルネサンス文化の繁栄に貢献した。侯爵夫人は4カ国語を流暢に使いこなし、マントヴァ在住の人文主義者ヴィットリーノ・ダ・フェルトレ（Vittorino da Feltre）に師事した。バルバラはまた、自分の子供たちの教育も自分で監督した。
常に不在がちだった夫ルドヴィーコ3世は、不在時は国政の運営を妻バルバラに任せ、国内に滞在している時でも妻の意見を尊重した。バルバラは生涯に膨大な書簡を残したが、手紙の相手は自分の身内だけでなく、ヴィスコンティ家や教皇庁、ドイツの王侯貴族など様々だった。1478年に夫が死ぬと長男に国政の運営を譲り、引退した。

## 子女
夫との間に5男5女の計10人の子女をもうけた。
- フェデリーコ（1441年 - 1484年） - マントヴァ侯
- ジャンフランチェスコ（1443年 - 1496年） - サッビオネータ伯
- フランチェスコ（1444年 - 1483年） - ブレッサノーネ司教、枢機卿
- スザンナ（1447年 - 1481年） - 修道女
- ドロテーア（1449年 - 1467年）
- チェチーリア（1451年 - 1472年） - 修道女
- ロドルフォ（1452年 - 1511年） - カスティリオーネ領主、ソルフェリーノ領主
- バルバラ（1455年 - 1505年） - 1474年、ヴュルテンベルク公エーバーハルト1世と結婚
- ルドヴィーコ（1458年 - 1511年） - マントヴァ司教
- パオラ（1463年 - 1497年） - 1476年、ゲルツ伯レオンハルトと結婚